# Хорватия
Хорва́тия (хорв. Hrvatska [xř̩ʋaːtskaː]), официально — Респу́блика Хорва́тия (хорв. Republika Hrvatska) — государство на юге Центральной Европы, или в Южной Европе, частично — на западе Балканского полуострова. Бывшая союзная республика в составе Югославии, ставшая независимой в 1991 году. Граничит на северо-западе со Словенией, на северо-востоке — с Венгрией и Сербией, на юге и востоке — с Боснией и Герцеговиной и Черногорией; на западе омывается Адриатическим морем и имеет морскую границу с Италией.
Население страны, по данным на 30 июня 2020 года, составляет 4 227 746 человек, территория — 56 594 км². Занимает 127-е место в мире по численности населения и 128-е по территории.
Столица и крупнейший город — Загреб, другие крупные города — Сплит, Риека, Осиек и Задар. Государственный язык — хорватский, один из славянских языков.
Форма правления — парламентская республика. Должность премьер-министра с 19 октября 2016 года занимает Андрей Пленкович, а должность президента с 19 февраля 2020 — Зоран Миланович.
Страна является членом Организации Объединённых Наций с 1992 года; ОБСЕ, Совета Европы, НАТО с 2009 года; Европейского союза — с 2013 года. С 1 января 2023 входит в Шенгенскую зону и Еврозону.

## Этимология
Название «Хорватия» (хорв. Hrvatska) происходит от средневекового латинского лат. Croātia. Первый правитель независимого хорватского государства, князь Бранимир, правивший в IX веке, получил от папы Иоанна VIII титул Dux Chroatorum («князь хорватов»). Топоним Croātia происходит от этнонима «хорваты», происхождение которого пока точно не установлено; вероятно, он происходит от праславянского -Xŭrvatŭ (Xъrvatъ), который, возможно, происходит от древнеперсидского -xaraxwat.
Самая старая сохранившаяся запись хорватского этнонима xъrvatъ была обнаружена на Башчанской плите и выглядит как zvъnъмиръ kralъ xrъvatъskъ («Звонимир, хорватский король»).

## История
В доримский период вдоль побережья Адриатики существовало несколько важных доиндоевропейских археологических культур, самой древней из которых была «импрессо». В эпоху бронзового века на Адриатическом побережье существовали потомки культуры «импрессо», среди которых выделялась своей керамикой бутмирская культура, а позднее — кастельерская культура, от которой осталось несколько сотен укреплённых поселений. К началу н. э. вся территория современной Хорватии (т. н. Либурния) была покорена римлянами (подробнее о римской Иллирии см. Иллирия и Иллирийское восстание).

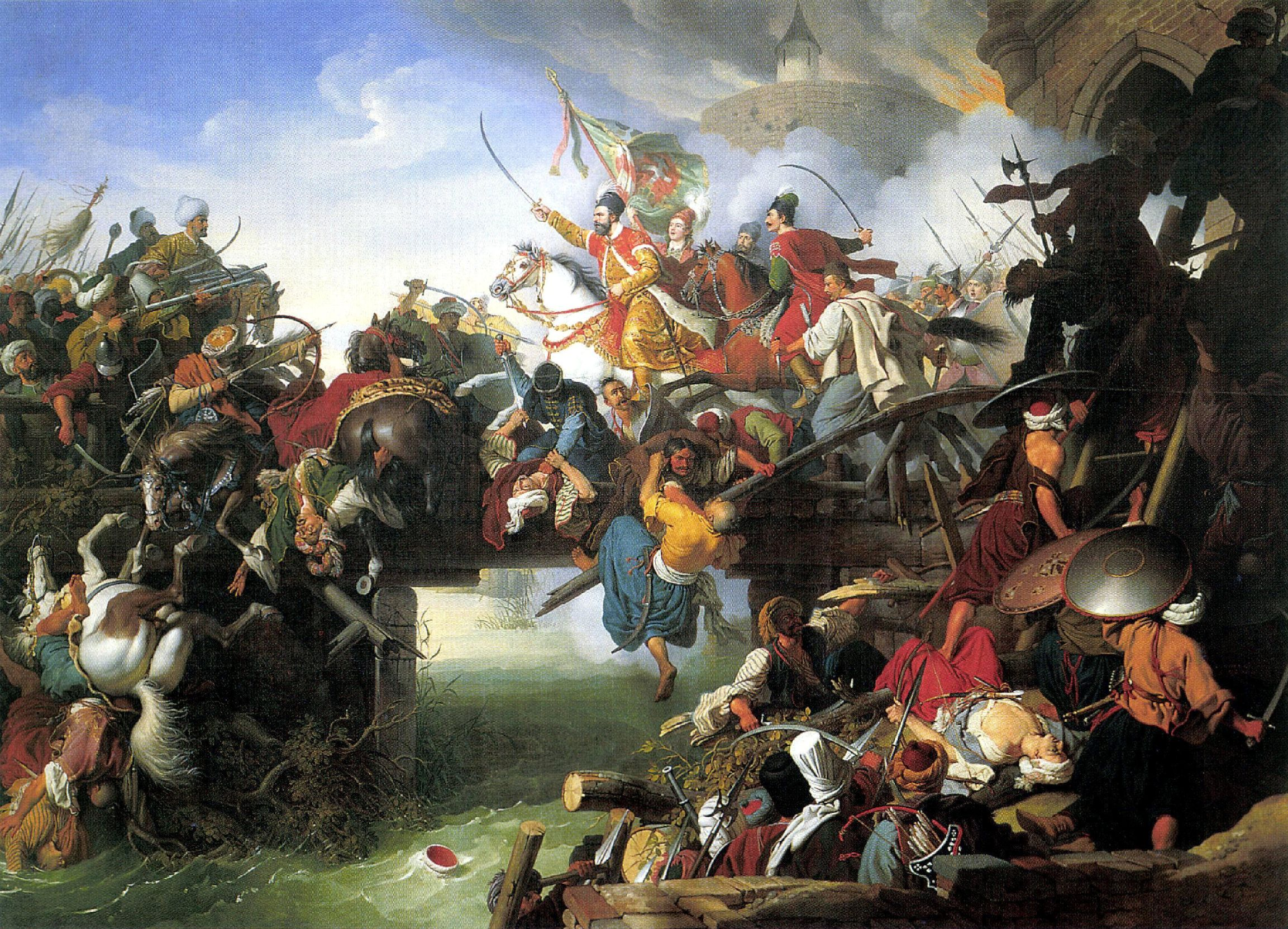
Никола́й Зри́нский

Славянские племена хорватов, давшие начало хорватской нации, мигрировали к восточному побережью Адриатического моря в VII веке. Вскоре Хорватское королевство стало одним из сильнейших в регионе. В 1102 году правящая династия Трпимировичей угасла, а хорватская корона соединилась в династической унии с венгерской. В середине XV века венгерское владычество на севере страны сменилось турецким, в то время как Далмация вошла в состав Венецианской республики. При этом Дубровницкая республика в значительной степени сохраняла независимость. С 1868 года хорватскими государственными образованиями в составе Австро-Венгрии являлась коронная земля Далмация и земля Хорватия и Славония в составе Венгрии.
В 1526 году удачный династический брак Фердинанда I Габсбурга принёс венгерскую и хорватскую короны в дом Габсбургов, которые и правили Хорватией до начала XX века. После падения Венецианской республики (Кампо-Формийский мир 1797) к землям Габсбургской монархии добавились Истрия, Далмация и Дубровник (в 1809—13 гг. — Иллирийские провинции наполеоновской Франции).
После Первой мировой войны в 1918 году Хорватия вошла в состав Королевства Сербов, Хорватов и Словенцев, хотя прибрежные районы Австрийского Приморья (Истрия, Риека и Задар) отошли к Италии под названием Венеция-Джулия. В 1929 году государство было переименовано в Королевство Югославия. 26 августа 1939 года на основе соглашения Цветковича — Мачека Хорватия получила статус автономии в рамках королевства как отдельная бановина.
В 1941 году усташами под руководством Анте Павелича было создано пронацистское Независимое государство Хорватия, которое проводило геноцид сербов, евреев и цыган. Также на его территории сербские четники совершали массовые убийства босняков и хорватов. Под натиском коммунистически настроенных партизанских отрядов Иосипа Броза Тито режим Павелича в Хорватии и Недича в Сербии пал и была создана Социалистическая Федеративная Республика Югославия или СФРЮ, в состав которой вошли шесть республик: СР Сербия, СР Хорватия, СР Словения, СР Македония, СР Черногория и СР Босния и Герцеговина.
В 1991 году, на фоне острого внутриреспубликанского конфликта между сербами и хорватами, Хорватия провозгласила независимость. Исландия первой признала новую страну 19 декабря 1991 года. Межэтнические столкновения в республике после провозглашения независимости переросли в войну в Хорватии (1991—1995), продолжавшуюся до конца 1995 года (Операция «Буря»). Провозглашение независимости Хорватией и Словенией стало началом распада СФРЮ. Окончательно целостность Хорватии была восстановлена в 1998 году. Первым президентом новой независимой Хорватии был Франьо Туджман.
После смерти Туджмана на авансцену хорватской политики вышли партии либерального и социал-демократического толка, которые ранее считались оппозиционными партиями. Приход к власти оппозиции легко объяснялся экономической ситуацией в стране, продолжалась затяжная рецессия, а примерно 20 % населения пребывала в статусе безработных.
В 2003 году на выборах в парламент победу одержала партия «Демократический союз Хорватии». Правительство страны возглавил Иво Сандер, президентский пост занял Стипе Месич. Именно в этот период начались переговоры о вступлении Хорватии в Европейский Союз. Хорватия далеко не сразу была принята в ЕС. 22 января 2012 года в Хорватии прошёл референдум, на котором большинство избирателей — 66,25 % — проголосовали за вступление страны в Европейский союз. Полноправным членом «европейской семьи» Хорватия стала в 2013 году. Членом военного блока НАТО Хорватия стала в 2009 году.

## Физико-географическая характеристика

### География

Карта Хорватии

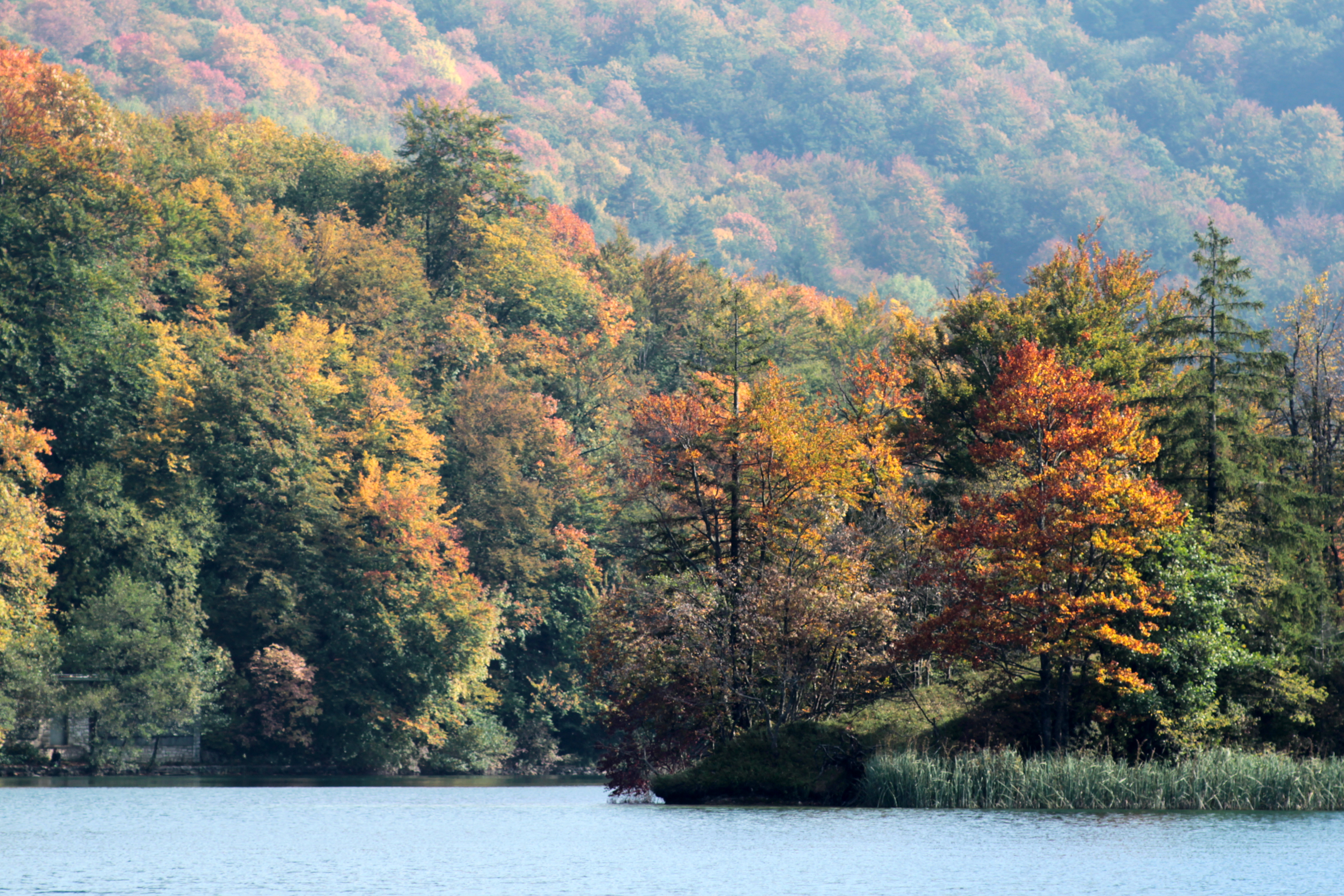
Плитвицкие озёра

Хорватия расположена на юге Центральной Европы, на Балканском полуострове. Площадь — 56 594 км², площадь акватории — 33 200 км². В акватории расположено большое количество островов, общее их число составляет 1246, из которых заселены 67. Самые крупные острова — Крк и Црес.
На севере Хорватия граничит со Словенией (670 км), на северо-востоке с Венгрией (348 км), на востоке с Сербией (314 км), на юге с Боснией и Герцеговиной (956 км) и Черногорией (19 км). Страна состоит из двух частей: континентальной, расположенной, главным образом, в бассейне реки Савы; и адриатической, вытянутой узкой полосой по побережью Адриатического моря.

### Климат

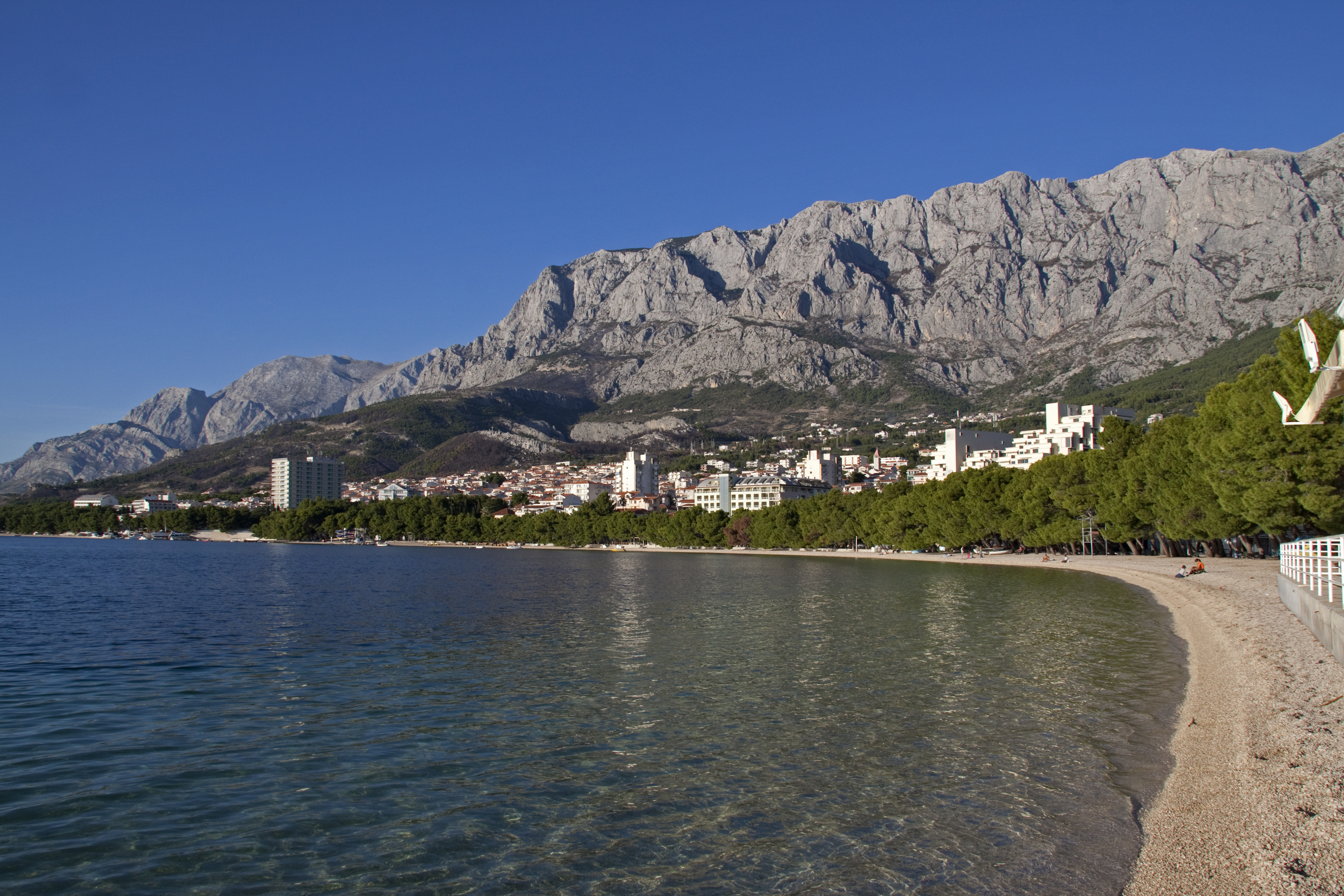
Макарска ривьера

В северной Хорватии преобладает континентальный климат, в центральной — полугорный и горный, у побережья — средиземноморский. Зимние температуры в континентальной части достигают в среднем −10 °C, в горных областях — от −5 °C до 5 °C, и от 0 °C до +10 °C — в прибрежных. Летом наиболее тепло на побережье (от +25 °C до +30 °C в среднем), в курортных участках, расположенных на полуостровах (в Истрии — от +30 °C). Температура в горах обычно не превышает +15— +20 °C, а на континенте — в основном, около +25 °C. Меньше всего осадков выпадает на островах, приблизительно — от 500 до 1000 мм в год. Количество осадков на побережье колеблется от 1000 до 1700 мм в год.

## Административное деление
Территория Хорватии поделена на 20 жупаний (хорв. Županije), жупании делятся на 122 города (хорв. Gradovi) и 424 общины (хорв. Općine), столица делится на городские районы (хорв. gradske četvrti), крупные города делятся на местные части (хорв. mjesne odbore). Статус 21-й жупании имеет Загреб, столица Хорватии.

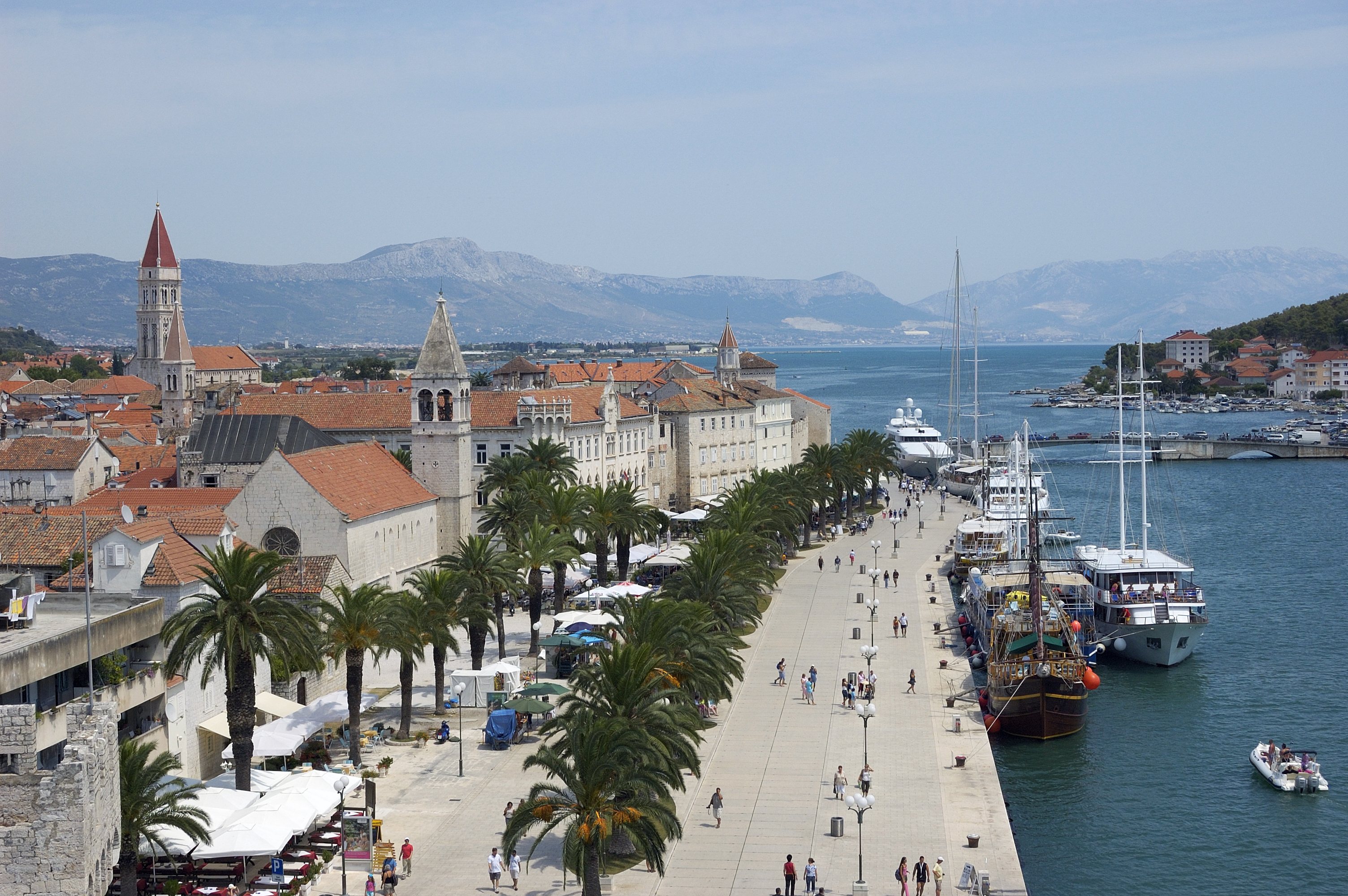
Трогир

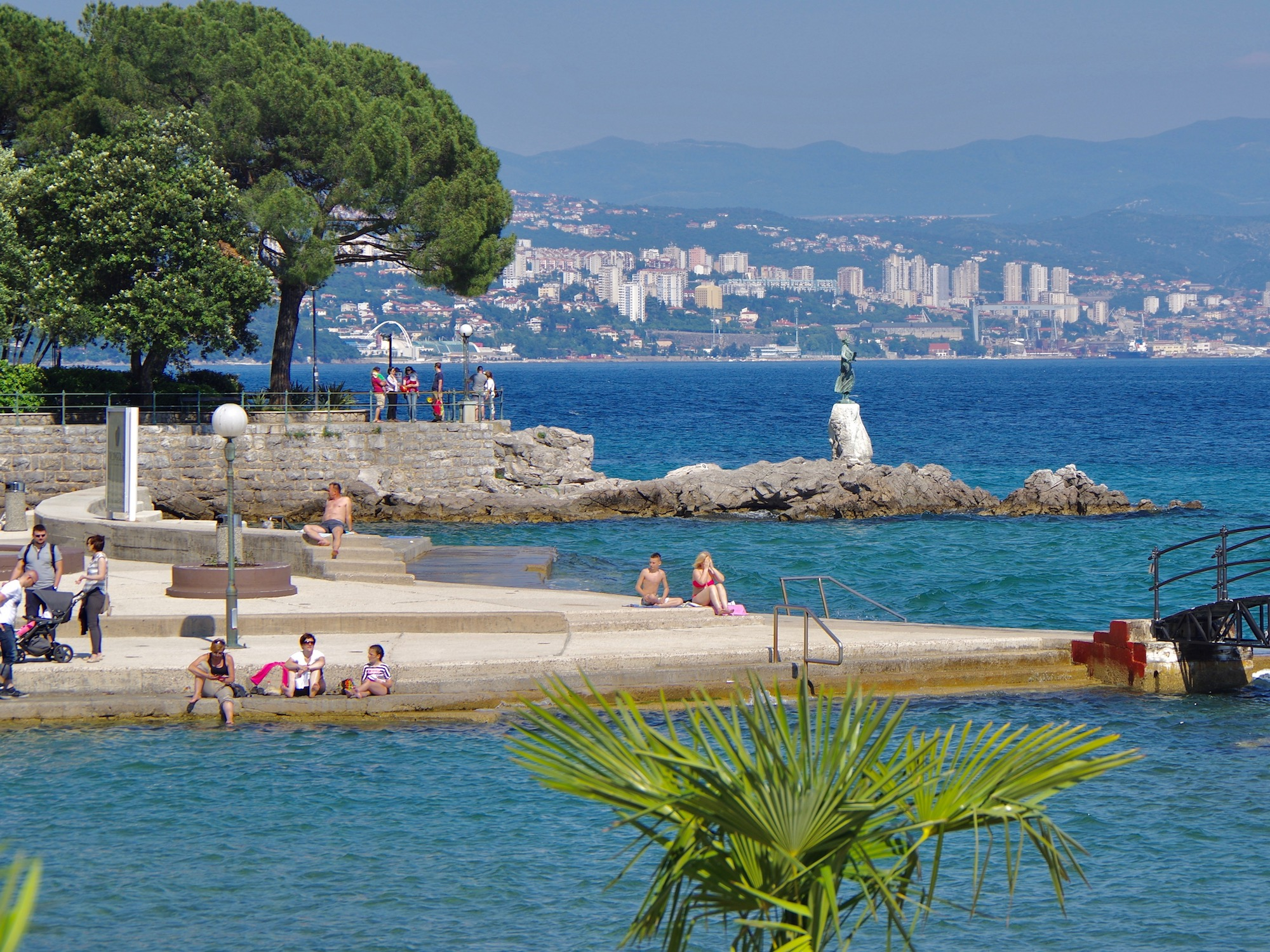
Риека и Опатия

- Представительные органы жупаний — жупанийские собрания (хорв. Županijska skupština), избираются населением, исполнительные — жупаны (хорв. Župan).
- Представительные органы городов — городские советы (хорв. Gradsko vijeće), избираются населением, исполнительные — градоначальники (хорв. Gradonačelnik).
- Представительные органы общин — общинные советы (хорв. Općinsko vijeće), избираются населением, исполнительные — общинные начальники (хорв. Općinski načelnik).
- Представительные органы городских районов — совет городского района (хорв. vijeće gradske četvrti), избираются населением, исполнительные — председатели советов городских районов (хорв. predsjednik vijeća).
- Местные части не имеют местного самоуправления (за исключением Сплита). До 2001 года между жупаниями и общинами существовала промежуточная единица — округ (хорв. kotar).

## Политическая структура
Хорватия — унитарное государство, парламентская республика. Законодательным органом с 2001 года является Сабор (парламент). В период с 1991 по 2001 год парламент был двухпалатным.
Глава государства — Президент, избираемый прямым голосованием на пять лет. Он является главнокомандующим вооружённых сил страны и с согласия парламента назначает премьер-министра. Президент также занимается вопросами внешней политики. Последние президентские выборы состоялись 5 января 2020 года, победу на них одержал Зоран Миланович. Он вступил в должность 18 февраля 2020 года.
Глава правительства — премьер-министр, c 19 октября 2016 года эту должность занимает Андрей Пленкович. В составе правительства четыре вице-премьера и 16 министров, отвечающих за конкретные сферы деятельности. Правительство инициирует принятие законов, разрабатывает проект бюджета, контролирует исполнение законов, определяет основные направления внешней и внутренней политики.
Конституция принята 20 декабря 1990 года, независимость от Югославии провозглашена 25 июня 1991 года. 
Приняты поправки в конституцию: 
1. о правах меньшинств,
2. смена наполовину президентской модели управления на парламентскую модель управления,
3. о реформе парламента. Парламент — однопалатный (большая часть избирается по партийным спискам, часть от меньшинств).

До 2001 года имелась палата округов. Фракции Сабора:

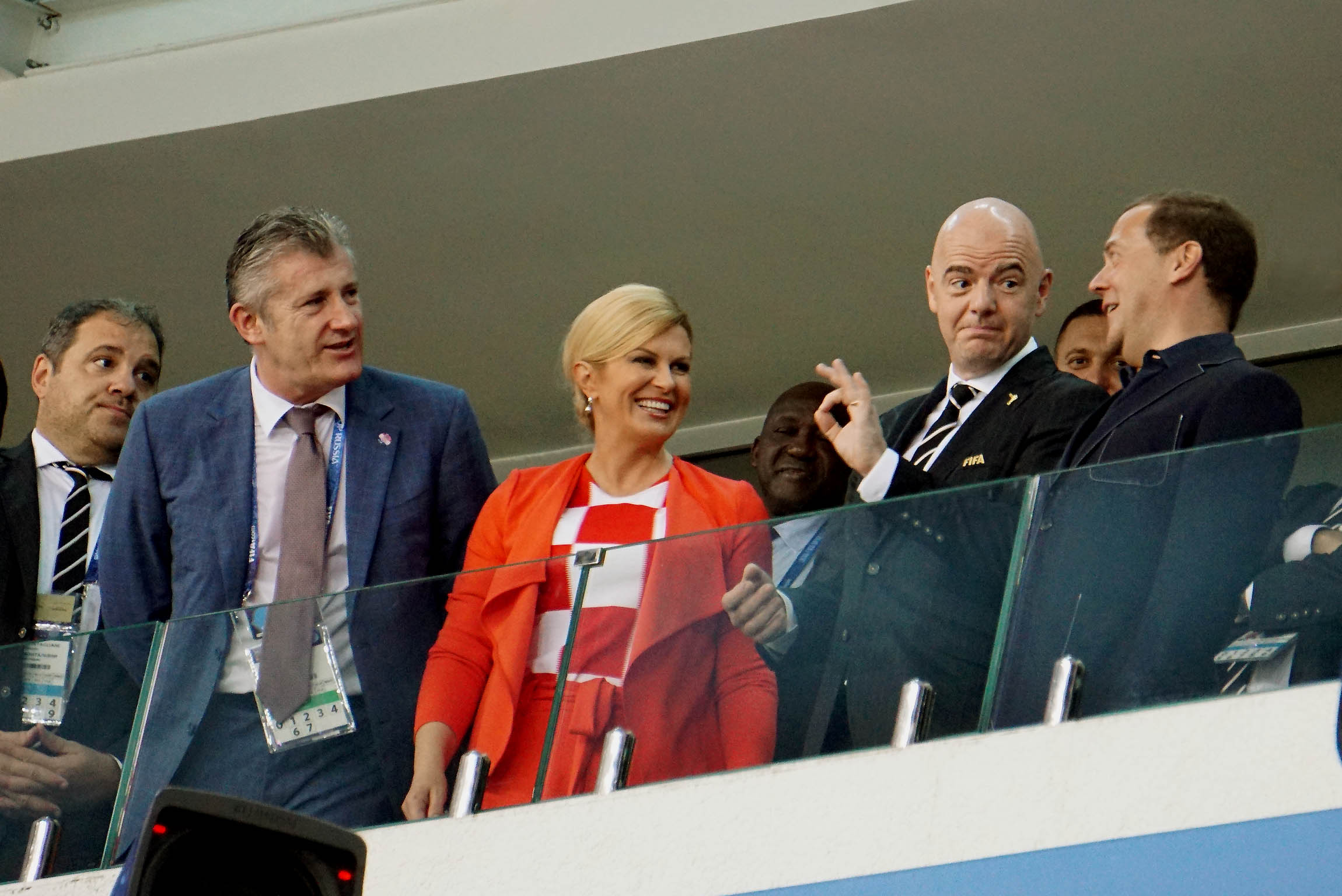
Глава правительства России Дмитрий Медведев и президент Хорватии Колинда Грабар-Китарович, 7 июля 2018 г.

| Партии                                                      | Места в парламенте |
| ----------------------------------------------------------- | ------------------ |
| Социал-демократическая партия Хорватии (SDP)                | 61                 |
| Хорватская народная партия — Либеральные демократы (HNS-LD) | 13                 |
| Хорватская партия пенсионеров (HSU)                         | 3                  |
| Демократическая ассамблея Истрии (IDS-DDI)                  | 3                  |
| Хорватское демократическое содружество (HDZ)                | 44                 |
| Хорватская гражданская партия (HGS)                         | 2                  |
| Демократический центр (DC)                                  | 1                  |
| Хорватские лейбористы — Партия труда (HL-SR)                | 6                  |
| Хорватский демократический союз Славонии и Бараньи (HDSSB)  | 6                  |
| Независимый список Ивана Грубишича                          | 2                  |
| Хорватская крестьянская партия (HSS)                        | 1                  |
| Хорватская партия права д-ра Анте Старчевича (HSP)          | 1                  |
| Хорватская партия права (HSP)                               | -                  |
| Хорватская социал-либеральная партия (HSLS)                 | -                  |
| Остальные                                                   | -                  |
| Независимая демократическая сербская партия (SDSS)          | 3                  |
| Другие национальные меньшинства                             | 5                  |
| Всего                                                       | 151                |

### Политические партии

#### Правые
- Хорватская партия права — националистическая
- Хорватский демократический союз Славонии и Бараньи — региональная правопопулистская
- Хорватская гражданская партия — правопопулистская
- Хорватская партия права д-ра Анте Старчевича — национал-консервативная
- Усташи — партия, представляющая хорватский национализм и клерикальный фашизм (запрещена после 1945 год из-за военных преступлений, в частности, геноцида сербов, боснийцев, евреев и цыган).

#### Правоцентристы
- Хорватское демократическое содружество — консервативная
- Демократический центр — либерально-консервативная
- Хорватская крестьянская партия — социал-консервативная

#### Центристы
- Хорватская социально-либеральная партия — консервативно-либеральная
- Хорватская народная партия — Либеральные демократы — либеральная
- Демократическая ассамблея Истрии — региональная леволиберальная
- Хорватская партия пенсионеров — партия прав пенсионеров

#### Левоцентристы
- Социал-демократическая партия Хорватии — социал-демократическая
- Независимая демократическая сербская партия — социал-демократическая сербского меньшинства
- Устойчивое развитие Хорватии — экологистская прогрессивистская

#### Левые
- Хорватские лейбористы — Партия труда — левопопулистская
- Социалистическая рабочая партия Хорватии — марксистская
- Рабочий фронт — революционно-социалистическая

### Профсоюзы
Крупнейший профцентр — Союз свободных профсоюзов Хорватии (Savez samostalnih sindikata Hrvatske).

### Внешняя политика
Республика Хорватия — суверенное государство на границе Центральной Европы, Южной Европы и Средиземноморья, провозгласившее независимость от Социалистической Федеративной Республики Югославии 25 июня 1991 года. Хорватия является членом Европейского союза (ЕС), Организации Объединённых Наций (ООН), Совета Европы, НАТО, Всемирной торговой организации (ВТО), Союза для Средиземноморья и ряда других международных организаций. Хорватия установила дипломатические отношения со 181 государством. Президент и правительство Республики Хорватия через министерство иностранных и европейских дел сотрудничают в разработке и реализации внешней политики.

## Правовая система
Орган конституционного надзора — Конституционный суд (Ustavni sud), орган осуществляющий подбор кандидатур на должности судей — Государственный судебный совет (Državno sudbeno vijeće), органы прокурорского надзора — Государственная прокуратура (Državno odvjetništvo), жупанские прокуроры (Županijska državna odvjetništva), общинные прокуроры (Općinska državna odvjetništva).

### Общая юстиция
Высшая судебная инстанция — Верховный суд (Vrhovni sud), суды апелляционной инстанции — жупанские суды (Županijski sudovi), суды первой инстанции — общинные суды (Općinski sudovi).

## Города

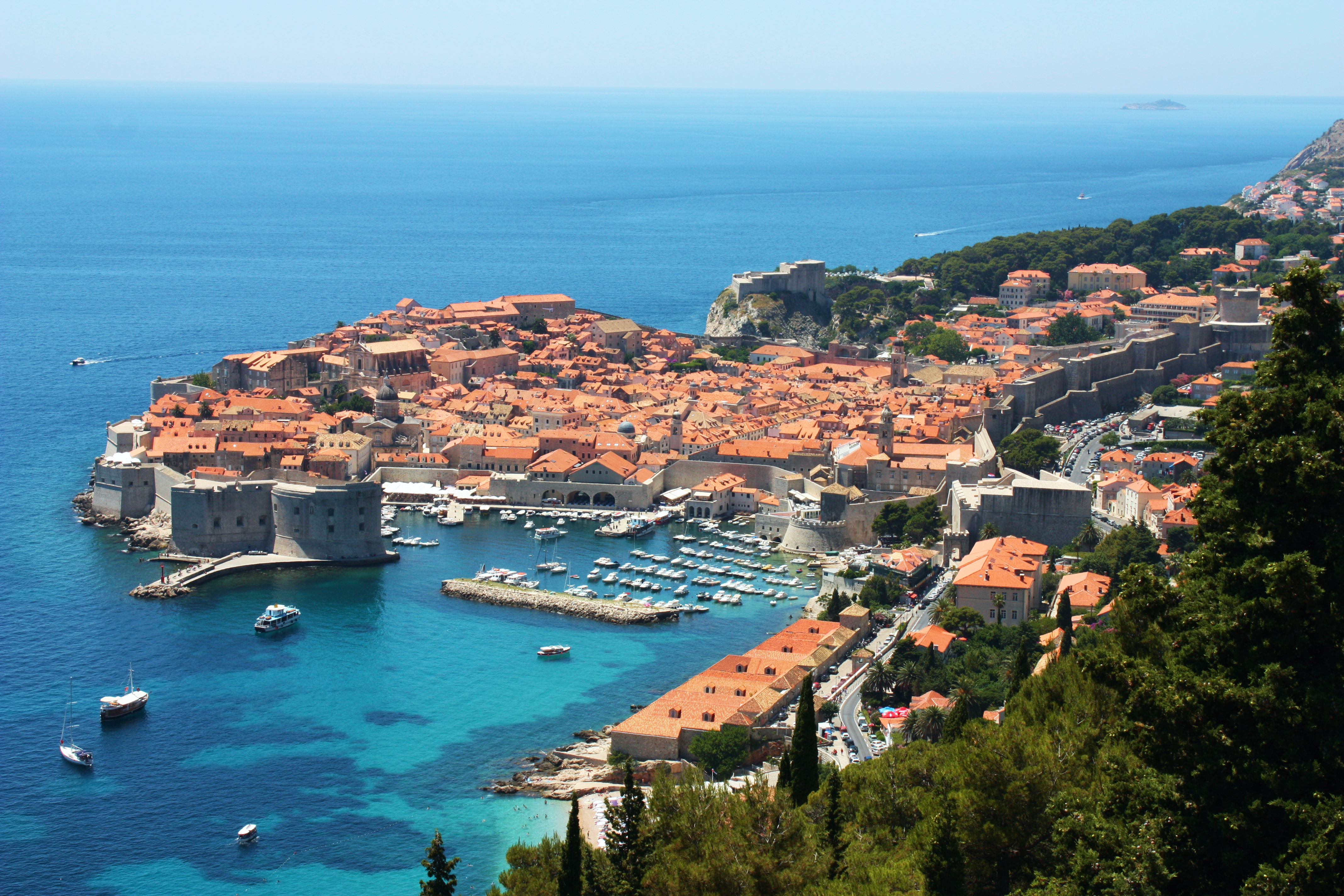
Старый город Дубровник

### Административная юстиция
Высшая судебная инстанция административной юстиции — Высший административный суд (Visoki upravni sud), суды апелляционной инстанции административной юстиции — административные суды (Upravni sudovi).

### Торговая юстиция
Высшая судебная инстанция торговой юстиции — Высший торговый суд (Visoki trgovački sud), суды апелляционной инстанции торговой юстиции — торговые суды (Trgovački sudovi).

### Дисциплинарная юстиция
Высшая судебная инстанция дисциплинарной юстиции — Высший дисциплинарный суд (Visoki prekršajni sud), суды апелляционной инстанции дисциплинарной юстиции — дисциплинарные суды (Prekršajni sudovi).

## Экономика
Ведущими отраслями являются: судостроение, машиностроение, химическая, пищевая, текстильная, деревообрабатывающая, электротехническая и электронная, фармацевтическая промышленность. Важной отраслью экономики является туризм.
Индекс Кейтца (соотношение минимальной и средней заработной платы в стране) в Хорватии по состоянию на 2018 год (средняя 8420 кун и минимальная 3442,25 кун) составляет около 40,8 %. С 1 января 2020 года минимальный размер оплаты труда составляет 4062,51 кун, 543,35 евро (брутто), и 3250,01 кун, 434,68 евро (нетто). С 1 января 2021 года минимальный размер оплаты труда составляет 4250 кун, 562,04 евро (брутто), и 3400 кун, 449,44 евро (нетто). С 1 января 2022 года минимальный размер оплаты труда составляет 4687,50 кун, 623,42 евро (брутто), и 3750 кун, 499,22 евро (нетто), индекс Кейтса составляет 48,78 %. С 1 января 2023 года минимальный размер оплаты труда составляет 700 евро (брутто), и 560 евро (нетто). По данным Министерства труда Хорватии, в октябре 2023 года около 21 000 жителей Хорватии получали минимальную заработную плату, а в общей сложности 96 650 человек получали заработную плату ниже 800 евро. С 1 января 2024 года минимальный размер оплаты труда составляет 840 евро (брутто), и 677 евро (нетто). С 1 января 2025 года минимальный размер оплаты труда составляет 970 евро (брутто), и 750 евро (нетто). По состоянию на май 2025 года средний размер оплаты труда в Хорватии составлял 2019 евро (брутто) и 1415 евро (нетто).
Преимущества: стабильный рост экономики. Под эгидой МВФ запущена программа снижения государственных расходов. Рост туризма.
Слабые стороны: тянущаяся с 2001 года приватизация и сопротивление профсоюзов. Ущерб от войны около 50 миллиардов долларов. Высокая безработица (7,4 % на июнь 2021 года).

### Автомобильный транспорт
Хорватская сеть автомагистралей (autocesta) имеет длину 1313.8 км. Хорватия в 2019 году заняла 12-е место в мире и 6-е место в Европе по качеству дорог в рейтинге Индекса глобальной конкурентоспособности, ежегодно составляемом экспертами Всемирного экономического форума. Самое высокое место среди всех посткоммунистических стран мира.

### Общественный транспорт
Самым распространённым видом общественного транспорта в Хорватии является автобус. Кроме автобусов в крупных городах (например, в Загребе, Сплите, Риеке, Осиеке, Пуле и др.) есть также сеть трамвайных линий (загребский и осиекский трамвай). Билеты на проезд продаются, как правило, в салоне автобуса или трамвая или в газетных киосках.

#### Автобусы
Международное автобусное сообщение в Хорватии достаточно развито. Автобусные маршруты пролегают в Хорватию из множества стран Европы.
Практически все части страны охвачены сетью автобусных пассажирских перевозок. Почти в каждом городке есть автобусная станция (Autobusni Kolodvor), где можно купить билеты и ознакомиться с расписанием.

### Водный транспорт

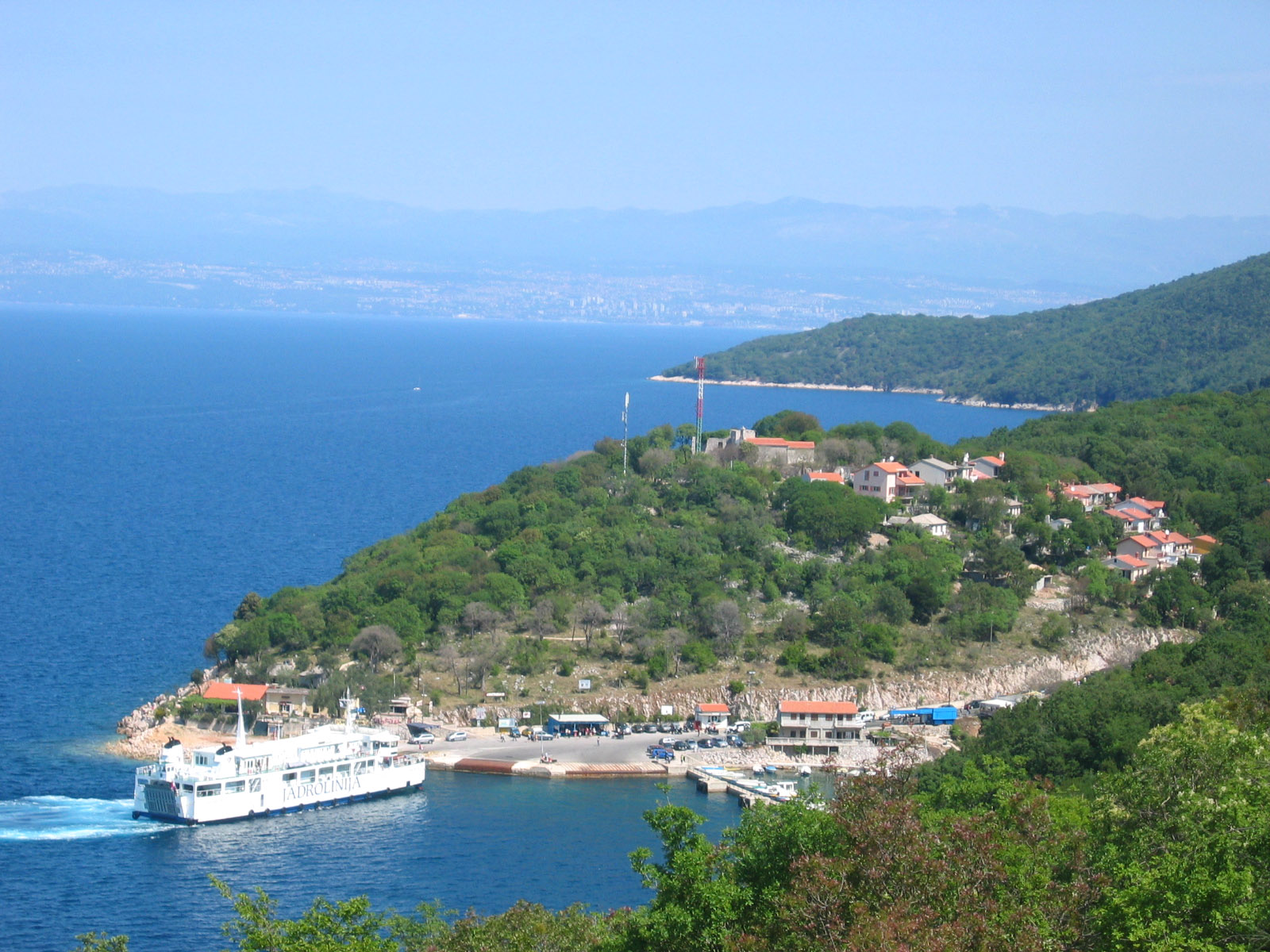
Паром

Между городами Хорватии, расположенными на побережье Адриатики, курсируют различные паромы, теплоходы, корабли на подводных крыльях. На водном транспорте можно добраться и до большинства обитаемых островов. Существуют также международные рейсы. С 28 мая по 30 сентября действует летнее расписание с более частыми отправлениями.

### Аэропорты
В Хорватии имеется 6 международных аэропортов и три гражданских аэропорта для местных и чартерных рейсов.
Международные аэропорты:
- аэропорт Загреба (в 17 км от центра Загреба),
- аэропорт Сплита (в 24 км от центра Сплита),
- аэропорт Дубровника (в 18 км от города),
- аэропорт Пула (в 6 км от центра Пулы),
- аэропорт Задара,
- аэропорт Риеки.

Аэропорты для местных и чартерных рейсов:
- аэропорт Бола
- аэропорт Лошиня
- аэропорт Осиека

### Туризм

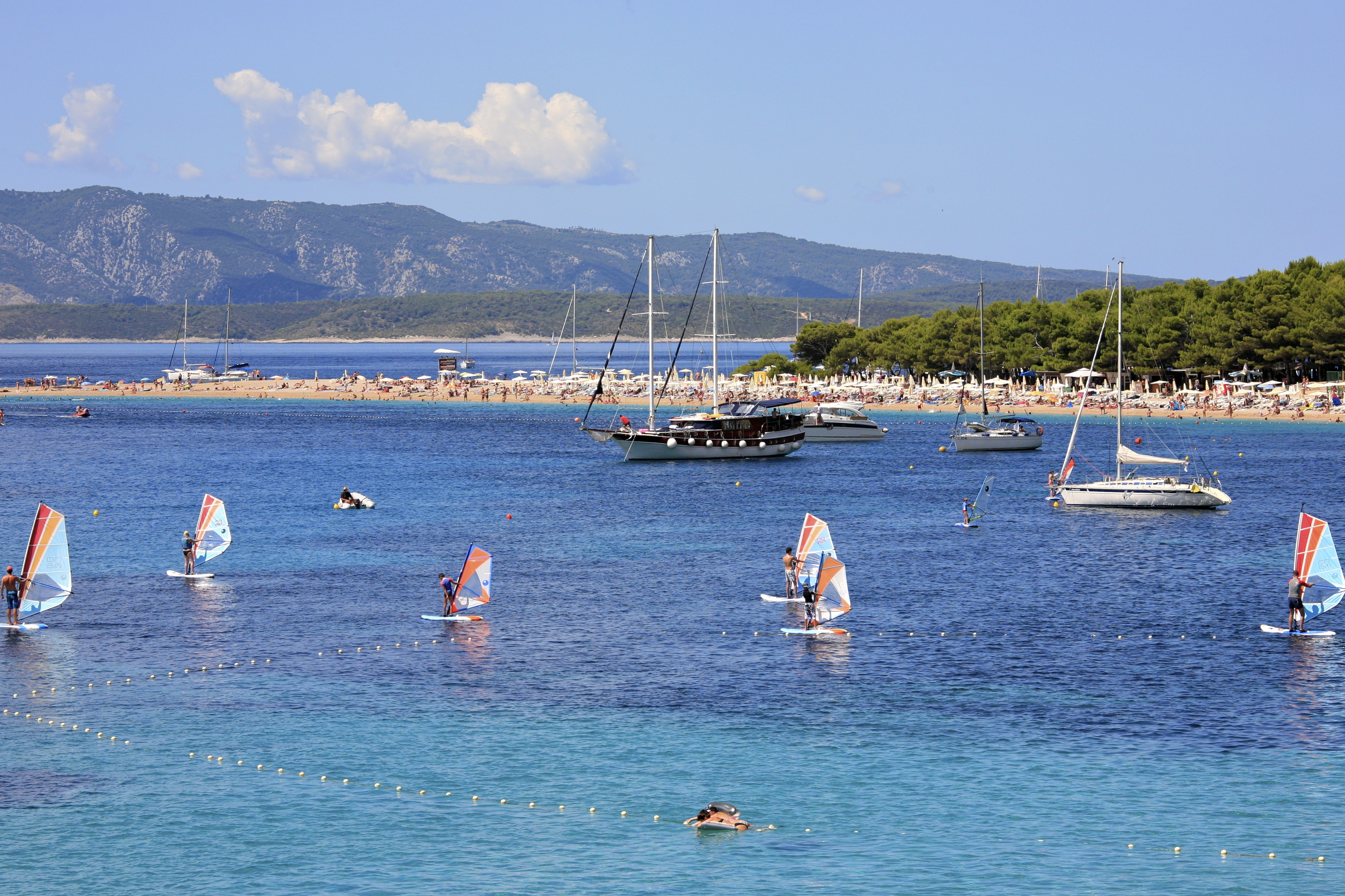
Пляж «Золотой рог» около г. Бол, остров Брач

Адриатическое побережье Хорватии и многочисленные острова — популярное направление международного туризма. Туризм на Адриатике начал развиваться в XIX веке; в XX веке хорватское побережье было одним из самых развитых туристических направлений в социалистическом мире. В 1990-е годы туризм в Хорватии пережил серьёзный спад, причиной которого были военные действия и устаревшая туристическая инфраструктура, не отвечавшая западным стандартам качества. С начала 2000-х годов туристическая отрасль показывает рост. На туристическую индустрию в середине 2010-х гг. приходится 18 % ВНП, что вызывает тревогу у экономистов.

## Население

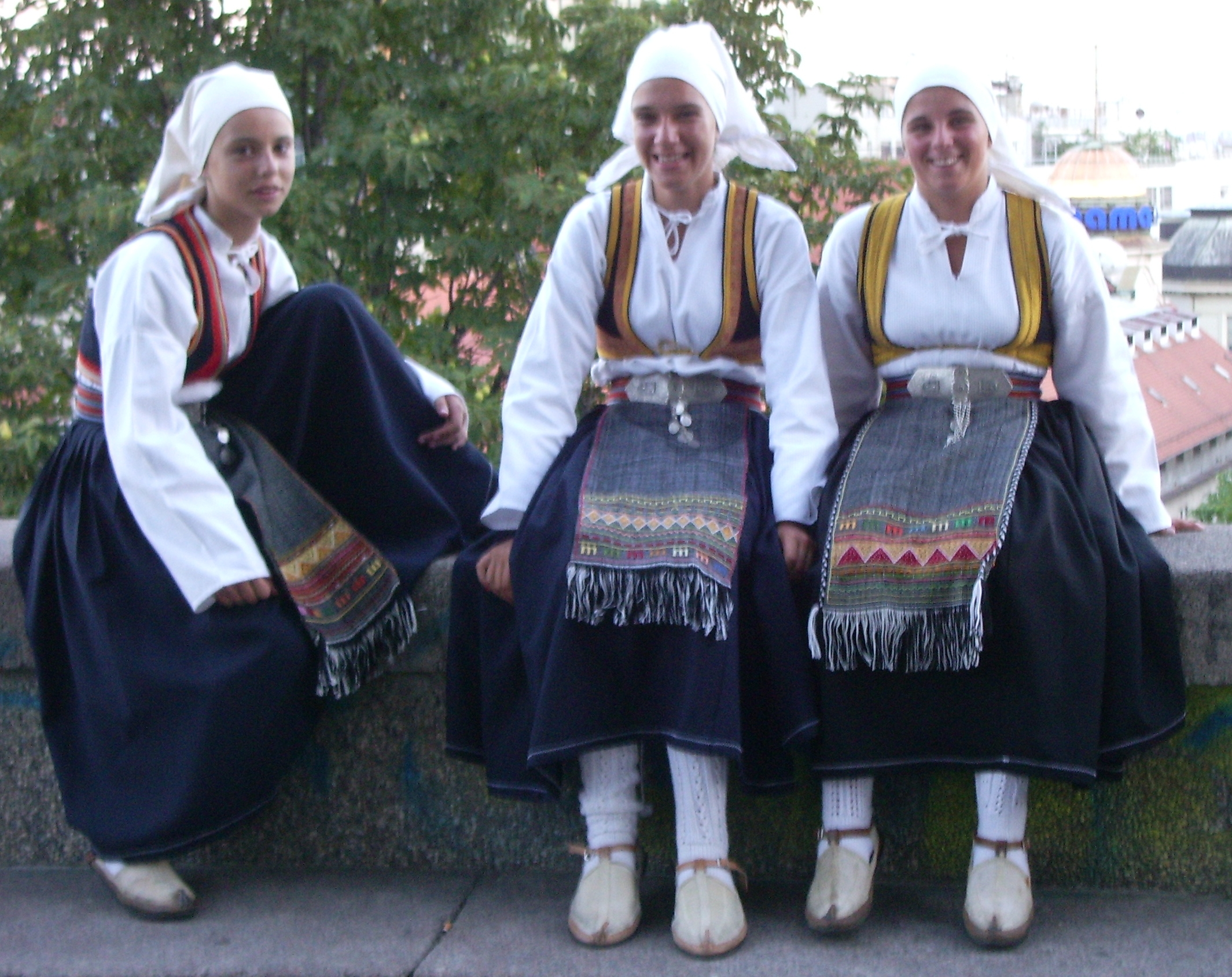
Девушки-хорватки в национальной одежде

Действующая Конституция Хорватии определяет Республику Хорватия «как национальное государство хорватского народа и как государство представителей национальных меньшинств: сербов, боснийцев, словенцев, чехов, словаков, итальянцев, венгров, евреев, немцев, австрийцев, украинцев, русинов, болгар, рома, румын, турок, влахов, албанцев и других, которые являются её гражданами». Правовой статус 22 перечисленных в Конституции этнических групп регулируется Конституционным Законом о правах национальных меньшинств в Республике Хорватия, вступившим в силу в 2002 году.
Численность населения по оценке на 31 декабря 2016 года составила 4 154 213 человек.
Национальный состав, согласно переписи населения 2021 года: хорваты (91,63 %), сербы (3,2 %), боснийцы Хорватии (0,62 %), цыгане (0,46 %), албанцы (0,36 %), итальянцы (0,36 %), венгры (0,27 %), чехи (0,2 %), словенцы (0,2 %), босняки (0,1 %), словаки (0,1 %), македонцы (0,09 %), черногорцы (0,08 %), немцы (0,08 %), украинцы (0,05 %), русские (0,04 %), русины (0,03 %), «югославы» (0,02 %), поляки (0,02 %), евреи (0,01 %), турки (0,01 %), австрийцы (0,009 %), румыны (0,009 %), болгары (0,007 %), валахи (0,001 %), другие (2,1 %).

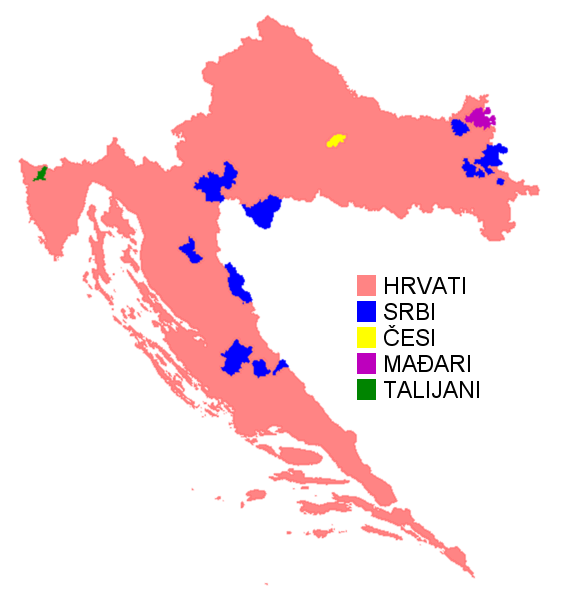
Национальный состав

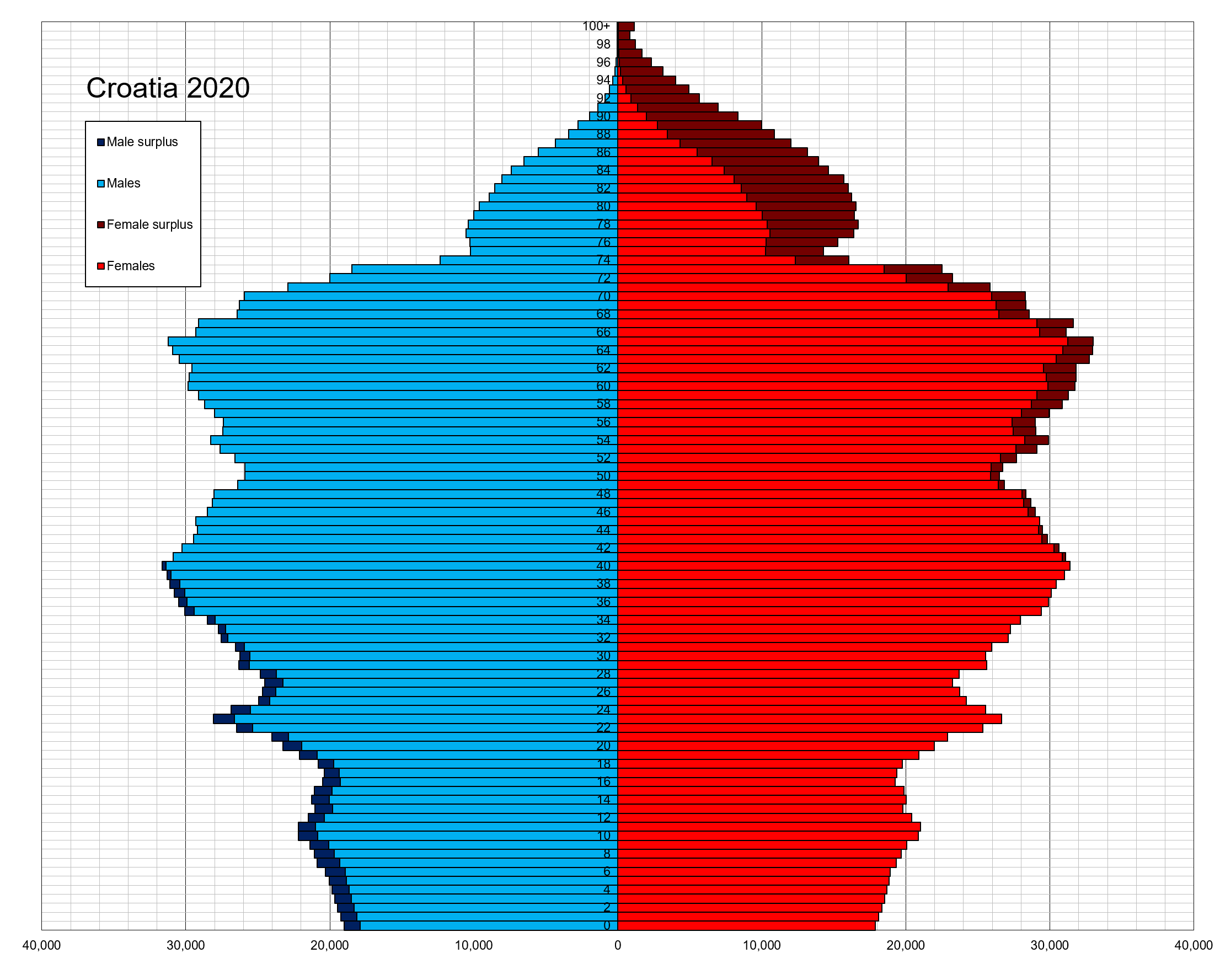
Возрастно-половая пирамида населения Хорватии на 2020 год

| №  | Название       | Жупания              | Население |
| -- | -------------- | -------------------- | --------- |
| 1  | Загреб         | Загребачка           | 663 592   |
| 2  | Сплит          | Сплитско-Далматинска | 149 830   |
| 3  | Риека          | Приморско-Горанска   | 107 964   |
| 4  | Осиек          | Осьечко-Бараньска    | 75 535    |
| 5  | Задар          | Задарска             | 67 309    |
| 6  | Сесвете        | Загребачка           | 55 313    |
| 7  | Пула           | Истарска             | 52 220    |
| 8  | Славонски-Брод | Бродско-Посавска     | 45 005    |
| 9  | Карловац       | Карловачка           | 41 869    |
| 10 | Вараждин       | Вараждинска          | 36 187    |

### Религия
Религиозный состав, согласно переписи населения 2011 года:
- католики (86,28 %),
- православные (4,44 %)
- протестанты (0,34 %)
- мусульмане (1,47 %)
- атеисты и агностики (4,57 %)
- другое вероисповедание или не ответили (2,9 %)

### Языки
Государственным языком в Хорватии является хорватский, один из славянских языков индоевропейской семьи. Допускается официальное использование языков этнических групп, определённых Конституцией Хорватии как национальные меньшинства, что регулируется Конституционным Законом о правах национальных меньшинств в Республике Хорватия, а также двумя законами, касающимися использования языков национальных меньшинств.
В некоторых городах Истрии официальный статус имеет итальянский язык. В отдельных муниципалитетах и населённых пунктах зафиксирован официальный статус языков национальных меньшинств — например, сербского, венгерского, чешского и русинского языков. На полуострове Истрия говорят на двух вымирающих романских языках — истророманском и истрорумынском. Ранее на территории современной Хорватии (в Далмации) говорили также на ныне мёртвом далматинском языке.

## Спорт
Хорватия со времени приобретения независимости принимала участие во всех Олимпийских играх и завоевала на них 27 медалей, 10 — на зимних Олимпийских играх. Самые популярные виды спорта в стране — футбол, баскетбол, гандбол, водное поло и теннис. Несмотря на то что Хорватию принято считать южной страной с тёплым климатом, в ней популяризируются и зимние виды спорта, такие как горные лыжи, хоккей с шайбой и биатлон. Одними из самых известных и успешных горнолыжников последних лет стали брат и сестра Ивица Костелич и Яница Костелич. Хоккейная команда «Медвешчак» из Загреба пользуется популярностью в столице страны, выступая в Австрийской хоккейной лиге. С сезона 2013/2014 до 2016/2017 она выступала в КХЛ.
Сборная Хорватии стала серебряным призёром чемпионата мира по футболу 2018, капитан сборной и игрок мадридского «Реала» Лука Модрич был признан лучшим игроком чемпионата мира и получил «Золотой мяч» как лучший игрок года в мире. Одним из лучших клубов Хорватии является «Динамо» (Загреб).

## Вооружённые силы
Официальной датой создания Вооружённых сил Хорватии является 3 ноября 1991 года. Первые армейские формирования были созданы на основе созданных весной 1991 года формирований Национальной гвардии Хорватии. На момент войны в Хорватии в конце 1995 года (Операция «Буря») их численность составила более 250 тысяч человек. Общая численность вооружённых сил на 2011 год составляла 20 тыс. чел. (ещё 3 тыс. служат в полиции), количество резервистов — 21 тыс. чел.
До 2008 года в стране существовала обязательная воинская повинность, затем она была заменена добровольной службой. В середине августа 2024 года министр обороны Хорватии объявил о возобновлении с 1 января 2025 года обязательного призыва на военную службу. Срок службы призывников составит два месяца.

## В астрономии
В честь Хорватии назван астероид (589) Хорватия, открытый в 1906 году немецким астрономом Августом Копффом.